# Richard McDermott
Richard Terrance „Terry“ McDermott (* 20. September 1940 in Essexville, Michigan; † 20. Mai 2023) war ein US-amerikanischer Eisschnellläufer.
Er war der Überraschungsgewinner über 500 Meter bei den Olympischen Spielen 1964 in Innsbruck, als er den amtierenden Olympiasieger Jewgeni Grischin mit einer halben Sekunde Vorsprung schlagen konnte. 1968 konnte er nochmals Silber über diese Strecke bei Olympischen Spielen gewinnen.